# Heinz Kwiatkowski
Heinrich „Heinz“ Kwiatkowski (16. července 1926, Gelsenkirchen – 23. května 2008, Dortmund) byl německý fotbalový brankář, který reprezentoval Německou spolkovou republiku.
S německou reprezentací se stal mistrem světa roku 1954, na vítězném šampionátu odehrál jedno utkání. Nastoupil k zápasu základní skupiny proti Maďarsku, nicméně dostal osm branek, což způsobilo, že až do konce turnaje dostával přednost jeho kolega Toni Turek. Zúčastnil se i mistrovství světa ve Švédsku roku 1958, kde Němci skončili čtvrtí, zde nastoupil k zápasu o 3. místo proti Francii, a i tentokrát inkasoval slušný příděl – šest branek, který rozhodl o tom, že bronz ukořistili Francouzi (vyhráli 6:3). V národním týmu působil v letech 1954–1958, za tu dobu v něm odehrál 4 zápasy.
Hrál za FC Schalke 04 (1947–1950), Rot-Weiss Essen (1950–1952) a Borussii Dortmund (1952–1966). S Borussií si připsal tři mistrovské tituly (1955/56, 1956/57, 1962/63) a jednou získal německý pohár (1964/65)